# Phryxe potatoria
Phryxe potatoria là một loài ruồi trong họ Tachinidae.